# Ve congrès du Parti communiste (France)
Le Ve congrès du Parti communiste français s'est tenu à Lille du 20 au 26 juin 1926.

## Rapports
Adoption de nouveaux statuts et remaniement de la direction.

## Membres de la direction

### Bureau politique
- Titulaires : Pierre Semard (secrétaire), Marcel Cachin, Jean Cremet, Jacques Doriot, Georges Marrane, Louis Sellier, Maurice Thorez, Alfred Bernard, Gaston Monmousseau, Lucien Midol, Jean Renaud, Édouard Dudilieux, Julien Racamond, un représentant de la Région parisienne et un représentant des Jeunesses communistes (en principe Henri Barbé).